# Herbert
Herbert ist sowohl ein männlicher Vorname als auch ein Familienname. Die seltene weibliche Form des Vornamens lautet Herberta.

## Herkunft und Bedeutung
Herbert ist ein alter germanischer zweigliedriger Personenname, besonders verbreitet durch den Namen des heiligen Heribert von Köln, Erzbischof von Köln (10./11. Jahrhundert.) Der Name Herbert, auch Heribert, entstand aus der Zusammensetzung der althochdeutschen Wörter „heri“ für Heer, Krieger und „beraht“ für glänzend, strahlend, berühmt.

## Verbreitung
Der Name Herbert war im ausgehenden 19. Jahrhundert ein beliebter Vorname in Deutschland. Seine Popularität steigerte sich noch, so dass er in den 1910er- und 1920er-Jahren oft unter den zehn häufigsten Jungennamen des entsprechenden Jahrgangs war. Dann ließ seine Verbreitung nach, Ende der Fünfziger ging sie stark zurück. Seit Ende der Sechziger ist der Name kaum noch verbreitet.

## Namenstag
- Der 16. März und 10. Dezember sind die Namenstage für Herbert.

## Varianten
- deutsch: Haribert, Harro, Herbort, Heribert, Heribald, Bert
- englisch: Herbie, Herb
- französisch: Aribert
- italienisch: Eriberto, Ariberto
- lettisch: Herberts
- polnisch: Herborth, Herbort, Herburt
- portugiesisch: Heriberto
- spanisch: Heriberto, Herberto

## Namensträger

### Einzelname
- Herbert von Derwent Water († 687), angelsächsischer Mönch und Einsiedler

### Vorname
- Herbert Achternbusch (1938–2022), deutscher Schriftsteller, Regisseur und Maler
- Herbert Albrecht (1900–1945), deutscher Politiker (NSDAP)
- Herbert Anger (1892–1945), deutscher Grafiker, Illustrator und Holzschneider
- Herbert Asmodi (1923–2007), deutscher Schriftsteller, Dramatiker und Drehbuchautor
- Herbert Berg (1910–1938), deutscher Automobilrennfahrer
- Herbert Biberman (1900–1971), US-amerikanischer Drehbuchautor und Filmregisseur
- Herbert Binder (* 1934), deutscher Fußballspieler
- Herbert Blomstedt (* 1927), schwedischer Dirigent
- Herbert Bodner (* 1948), österreichischer Bauingenieur
- Herbert A. E. Böhme (1897–1984), deutscher Schauspieler
- Herbert Bötticher (1928–2008), deutscher Schauspieler
- Herbert Brandl (1959–2025), österreichischer Maler
- Herbert Breiteneder (1953–2008), österreichischer Rennfahrer
- Herbert Buhtz (1911–2006), deutscher Rudersportler und Zahnmediziner
- Herbert Burdenski (1922–2001), deutscher Fußballspieler und -trainer
- Herbert Czaja (1914–1997), deutscher Politiker
- Herbert Deutsch (1932–2022), US-amerikanischer Komponist
- Herbert Dörner (1930–1991), deutscher Fußballspieler
- Herbert Dreilich (1942–2004), deutscher Sänger
- Herbert Drews (1907–1949), deutscher Motorradrennfahrer
- Herbert Ehrenberg (1926–2018), deutscher Politiker (SPD)
- Herbert Eichhorn (1921–2000), deutscher Politiker (DBD)
- Herbert Eichhorn (* 1957), deutscher Kunsthistoriker und Museumsleiter
- Herbert Eisenreich (1925–1986), österreichischer Schriftsteller
- Herbert Erhardt (1930–2010), deutscher Fußballspieler
- Herbert Ernst (1893 – nach 1954), deutscher Motorradrennfahrer und Unternehmer
- Herbert Ernst (1939–2019), deutscher Kameramann und Filmemacher
- Herbert Eulenberg (1876–1949), deutscher Schriftsteller
- Herbert Exenberger (1943–2009), österreichischer Bibliothekar und Autor
- Herbert Fandel (* 1964), deutscher Schiedsrichter
- Herbert Feuerstein (1937–2020), deutscher Kabarettist und Entertainer
- Herbert Fleischmann (1925–1984), deutscher Schauspieler
- Herbert Frahm, Geburtsname von Willy Brandt (1913–1992), deutscher Politiker und Kanzler
- Herbert Friedemann, deutscher Poolbillardspieler
- Herbert Fröhlich (1901–?), deutscher Musiker
- Herbert Frößler (* 1941), deutscher Radiologe und Generalarzt
- Herbert Goldstein (1922–2005), US-amerikanischer Physiker und Hochschullehrer
- Herbert Goldstein (1926–2005), US-amerikanischer Schauspieler
- Herbert Gollnow (1911–1943), deutscher Offizier und Widerstandskämpfer
- Herbert Greiner-Mai (1927–1989), deutscher Germanist und Verlagslektor
- Herbert Grönemeyer (* 1956), deutscher Sänger und Schauspieler
- Herbert Gruhl (1921–1993), deutscher Politiker, Umweltschützer und Schriftsteller
- Herbert A. Hauptman (1917–2011), US-amerikanischer Physiker
- Herbert Hein (* 1954), deutscher Fußballspieler
- Herbert Hennies (1900–1979), deutscher Schauspieler, Hörspielsprecher, Schriftsteller und Liedtexter
- Herbert Herrmann (* 1941), deutscher Schauspieler
- Herbert Hockemeyer (1909–1983), deutscher Sanitätsoffizier
- Herbert Hoover (1874–1964), US-amerikanischer Politiker, Präsident 1929 bis 1933
- Herbert von Karajan (1908–1989), österreichischer Dirigent
- Herbert Kemmer (1905–1962), deutscher Feldhockeyspieler
- Herbert Kesel (1931–2011), deutscher Ruderer
- Herbert Kilpin (1870–1916), englischer Fußballspieler und -trainer
- Herbert Kirchhoff (1911–1988), deutscher Szenenbildner bei Bühne, Film und Fernsehen
- Herbert Knaup (* 1956), deutscher Schauspieler
- Herbert Köfer (1921–2021), deutscher Schauspieler, Synchronsprecher und Moderator
- Herbert Körner (1902–1966), deutscher Kameramann
- Herbert Koschel (1921–1980), deutscher Speerwerfer
- Herbert Kötter (1916–2003), deutscher Agrar- und Wirtschaftssoziologe, Hochschullehrer
- Herbert Kremp (1928–2020), deutscher Journalist und Publizist
- Herbert Landauer (1904–1984), deutscher Architekt
- Herbert Lang (1898–1975), Schweizer Buchhändler und Verleger
- Herbert Lang (1911–1997), deutscher Chirurg und Hochschullehrer
- Herbert Lang (* 1936), deutscher römisch-katholischer Pfarrer und Historiker
- Herbert Lange (1908–1971), deutsch-österreichischer Maler, Journalist und Publizist
- Herbert Lauer (1946–2021), deutscher Politiker, Oberbürgermeister von Bamberg
- Herbert Lederer (1926–2021), österreichischer Schauspieler und Regisseur
- Herbert Leupold (1908–1942), deutscher Skilangläufer
- Herbert Lichtenfeld (1927–2001), deutscher Fernsehautor
- Herbert John „Herbi“ Lips (1936–2010), Schweizer Unternehmer, Zirkusdirektor und Filmproduzent
- Herbert Lob, Pseudonym von Ewald Lütge (1945–1995), deutscher Textdichter
- Herbert Lom (1917–2012), tschechisch-britischer Schauspieler und Autor
- Herbert Lucy (1929–1994), deutscher Gewerkschafter
- Herbert Ludwig (* 1938), deutscher Agent, Oberstleutnant der NVA
- Herbert Mai (* 1947), deutscher Gewerkschaftsfunktionär
- Herbert Marcuse (1898–1979), deutsch-amerikanischer Soziologe und Philosoph
- Herbert Martin (1926–2019), US-amerikanischer Liedtexter
- Herbert Matis (* 1941), österreichischer Wirtschaftshistoriker
- Herbert May (1926–2012), deutscher Basketballfunktionär und -schiedsrichter
- Herbert May (* 1958), deutscher Historiker und Denkmalpfleger
- Herbert Meneweger (* 1963), österreichischer Radrennfahrer und Autor
- Herbert Michel (1934–2002), deutscher römisch-katholischer Prälat
- Herbert A. Mitschke  (* 1954), deutscher Komponist, Autor und Maler
- Herbert Mogg (1927–2012), österreichischer Komponist und Dirigent
- Herbert Morrison (1905–1989), US-amerikanischer Journalist
- Herbert Mühlenberg (* 1949), deutscher Pädagoge, Fußballspieler und -trainer
- Herbert Neuhauser (1939–2018), österreichischer Basketballschiedsrichter
- Herbert Neumann (* 1953), deutscher Fußballtrainer
- Herbert Nürnberg (1914–1995), deutscher Boxer, Europameister
- Herbert Podolske (1919–2003), deutscher Handballspieler
- Herbert Prohaska (* 1955), österreichischer Fußballspieler und -trainer
- Herbert Reindell (1908–1990), deutscher Sportmediziner
- Herbert Reinecker (1914–2007), deutscher Journalist, Schriftsteller und Drehbuchautor
- Herbert Rhom (1943–2016), österreichischer Schauspieler
- Herbert Richter (1898 – nach 1965), deutscher Schauspieler
- Herbert Richter (1901–1944), deutscher Architekt und Widerstandskämpfer
- Herbert Richter (* 1935), deutscher Kletterer
- Herbert Richter (* 1947), deutscher Radsportler
- Herbert Rosendorfer (1934–2012), deutscher Jurist und Schriftsteller
- Herbert Rosenfeld (1910–1986), deutsch-britischer Psychiater und Psychoanalytiker
- Herbert Rösler (1924–2006), deutscher Künstler
- Herbert Rösler (Pseudonym Alexander Wolf; 1926–2018), deutscher Autor
- Herbert Roth (1926–1983), deutscher Komponist und Musiker
- Herbert Rühl (1924–2014), deutscher Musikpädagoge und Hochschullehrer
- Herbert Rüssel (1897–1940), deutscher Journalist, Autor und Opfer des Nationalsozialismus
- Karl-Herbert Scheer (1928–1991), deutscher Schriftsteller
- Herbert Schifter (1937–2017), österreichischer Ornithologe
- Herbert Schwarz (* 1953), deutscher Eisschnellläufer
- Herbert Schwarzwälder (1919–2011), deutscher Historiker
- Herbert Schwedt (1934–2010), deutscher Volkskundler, Hochschullehrer
- Herbert A. Simon (1916–2001), US-amerikanischer Sozialwissenschaftler
- Herbert Stein (1898–1980), US-amerikanischer American-Football-Spieler, siehe Herb Stein
- Herbert Stein (1916–1999), US-amerikanischer Wirtschaftswissenschaftler
- Herbert Steiner (1923–2001), österreichischer Politiker und Historiker
- Herbert Stevens (* 1987), US-amerikanischer Rapper
- Herbert Tobias (1924–1982), deutscher Fotograf
- Herbert Ulrich (* 1971), deutscher Schauspieler
- Herbert Waas (* 1963), deutscher Fußballspieler
- Herbert Wadsack (1912–2004), österreichischer Schriftsteller
- Herbert Wehner (1906–1990), deutscher Politiker
- Herbert Weicker (1921–1997), deutscher Schauspieler und Synchronsprecher
- Herbert George Wells (1866–1946), englischer Schriftsteller, siehe H. G. Wells
- Herbert Wetterauer (* 1957), deutscher Maler, Bildhauer und Autor
- Herbert Wieger (* 1972), österreichischer Fußballspieler
- Herbert Willi (* 1956), österreichischer Komponist
- Herbert Wimmer (* 1944), deutscher Fußballspieler
- Herbert Zimmermann (1917–1966), deutscher Reporter
- Herbert Zimmermann (* 1954), deutscher Fußballspieler

### Familienname

#### A
- Adam Herbert (1887–1976), deutscher Apotheker und Unternehmer
- Anthony Herbert († 2014), US-amerikanischer Heeresoffizier und Whistleblower
- Arthur Herbert, 1. Earl of Torrington (1647–1716), englischer Admiral und Politiker
- Arthur James Herbert (General) (1820–1897), britischer General
- Arthur James Herbert (1855–1921), britischer Diplomat
- Aubrey Herbert (1880–1923), britischer Politiker und Diplomat

#### B
- Birgit Herbert (* 1975), österreichische Snowboarderin
- Brian Herbert (* 1947), US-amerikanischer Science-Fiction-Autor

#### C
- Caleb Claiborne Herbert (1814–1867), US-amerikanischer Politiker
- Candie Herbert (* 1977), französische Fußballspielerin
- Charles Herbert (Sportfunktionär) (1846–1924), britischer Sportler, Sportfunktionär, Gründungsmitglied des Internationalen Olympischen Komitees
- Charles Herbert (Schauspieler) (1948–2015), US-amerikanischer Schauspieler (Kinderdarsteller)
- Christopher Herbert (* 1944), britischer Theologe, Bischof von St. Albans

#### D
- Daniel Herbert (* 1974), australischer Rugbyspieler

#### E
- Edward Herbert, 1. Baron Herbert of Cherbury (1583–1648), britischer Soldat, Diplomat, Historiker, Dichter und Religionsphilosoph
- Edwin Herbert, Baron Tangley (1899–1973), britischer Jurist und Politiker
- Elizabeth Herbert, Geburtsname von Elizabeth Somerset, 3. Baroness Herbert (um 1476–1507), englische Baronin
- Elizabeth Herbert, Countess of Pembroke and Montgomery (1737–1831), britische Hofdame
- Elizabeth Herbert (Philanthropin) (1822–1911), britische Philanthropin und Schriftstellerin
- Eric Herbert (* 1998), deutscher Leichtathlet
- Ernst Herbert-Kerchnawe (1842–1907), österreichischer Fabrikant und Politiker, Landtagsabgeordneter

#### F
- F. Hugh Herbert (1887–1958), britisch-amerikanischer Drehbuchautor und Schriftsteller
- Frank Herbert (1920–1986), US-amerikanischer Science-Fiction-Autor
- Franz Herbert (1885–1945?), deutscher Landwirt und Politiker (BVP)
- Franz Paul von Herbert (Mäzen) (1759–1811), österreichischer Kunstmäzen
- Franz Paul von Herbert (Politiker) (1819–1884), österreichischer Politiker
- Fritz Herbert (1860–1925), deutscher Politiker (SPD), Gewerkschafter und Manager

#### G
- Gábor Herbert (* 1979), ungarischer Handballspieler
- Gabriel von Herbert-Rathkeal (1832–1889), österreichisch-ungarischer Diplomat
- Garry Herbert (* 1969), britischer Ruderer
- Gary R. Herbert (* 1947), US-amerikanischer Politiker (Republikanische Partei), Gouverneur des Bundesstaates Utah
- Gerhard Herbert (* 1955), deutscher Politiker (SPD)
- Georg Herbert (* 1947), deutscher Richter
- George Herbert (Schriftsteller) (1593–1633), britischer Lyriker und Schriftsteller
- George Herbert, 5. Earl of Carnarvon (1866–1923), britischer Aristokrat
- George Herbert of St. Julians (Ritter) (um 1460–??), walisischer Ritter
- George Herbert of St. Julians (Händler) († 1580), walisischer Händler, Seefahrer und Politiker
- Gordon Herbert (* 1959), kanadischer Basketballspieler und -trainer
- Greg Herbert (1947–1978), US-amerikanischer Jazz-Musiker

#### H
- Heinrich Herbert (1872–1956), deutscher Bauingenieur und Direktor der Baugewerkschulen in Idstein und Erfurt
- Heinrich Constantin von Herbert-Rathkeal (1785–1847), Feldmarschall-Lieutenant
- Henri Herbert (* 1985), Pianist, Sänger und Songwriter
- Henry Herbert, 2. Earl of Pembroke (1538–1601), englischer Adliger
- Henry Herbert, 1. Baron Herbert of Chirbury (1654–1709), englischer Adliger und Politiker
- Henry Herbert, 2. Baron Herbert of Chirbury († 1738), britischer Adliger und Politiker
- Henry Herbert, 3. Earl of Carnarvon (1800–1849), britischer Politiker, Autor und Reisender
- Henry Herbert, 4. Earl of Carnarvon (1831–1890), britischer Politiker (Conservative Party)
- Henry Herbert, 6. Earl of Carnarvon (1898–1987), britischer Peer und Offizier
- Henry Herbert, 17. Earl of Pembroke (1939–2003), britischer Adliger, Fernseh-, Filmregisseur und -produzent
- Henry William Herbert (1807–1858), englischer Schriftsteller, emigrierte 1831 in die Vereinigten Staaten, Pseudonym: Frank Forester

- Hilary A. Herbert (1834–1919), US-amerikanischer Politiker
- Holmes Herbert (1882–1956), britischer Schauspieler
- Hugh Herbert (1884–1952), US-amerikanischer Schauspieler

#### I
- Ingo Herbert (* 1960), deutscher Diplomat

#### J
- Jake Herbert (* 1985), US-amerikanischer Ringer
- Jake Herbert (Schauspieler), britischer Schauspieler, Model und Fotograf
- James Herbert (Regisseur) (* 1938), US-amerikanischer Filmregisseur
- James Herbert (Autor) (1943–2013), britischer Autor
- James Herbert (Produzent), US-amerikanischer Filmproduzent
- James Herbert (Filmeditor), britischer Filmeditor
- Jasmin Herbert (* 1991), deutsche Fußballspielerin
- Jocelyn Herbert (1917–2003), britische Kostüm- und Bühnenbildnerin
- Johann Michael von Herbert (1726–1806), österreichischer Unternehmer
- Johannes Herbert (1912–1978), deutscher Ringer
- John Herbert (Schriftsteller) (1926–2001), kanadischer Dramatiker
- John Herbert (Schauspieler) (1929–2011), brasilianischer Schauspieler
- John Herbert (Leichtathlet) (* 1962), britischer Dreispringer und Bobfahrer
- John Herbert (Snookerspieler), walisischer Snookerspieler
- John Alexander Herbert (1862–1948), britischer Bibliothekar
- John Carlyle Herbert (1775–1846), US-amerikanischer Politiker
- John D. Herbert (1930–2017), US-amerikanischer Jurist und Politiker
- John Rogers Herbert (1810–1890), britischer Maler
- Johnny Herbert (* 1964), britischer Rennfahrer
- Joseph von Herbert (1725–1794), österreichischer Jesuit, Physiker, Schriftsteller und Domherr
- Justin Herbert (* 1998), US-amerikanischer Footballspieler

#### K
- Karl Herbert (Politiker) (1883–1949), deutscher Politiker (Zentrum)
- Karl Herbert (Theologe) (1907–1995), deutscher Theologe
- Kurt Herbert (1905–1966), deutscher Politiker (DP), MdHB

#### L
- Llewellyn Herbert (* 1977), südafrikanischer Leichtathlet

#### M
- Maria von Herbert (1769–1803), Schwester des österreichischen Mäzens und Bleiweiß-Fabrikanten Franz Paul von Herbert
- Mary H. Herbert (* 1957), US-amerikanische Autorin
- Mary Sidney Herbert, Countess of Pembroke (1561–1621), englische Schriftstellerin, siehe Mary Sidney
- Matthew Herbert (* 1972), britischer DJ und Produzent
- Matthias Herbert (* 1960), deutscher Schriftsteller, Publizist und Drehbuchautor
- Michael Herbert (1925–2006), irischer Politiker (Fianna Fáil)
- Mort Herbert (1925–1983), US-amerikanischer Jazzbassist

#### N
- Nick Herbert (Physiker) (* 1937), US-amerikanischer Physiker und Autor
- Nick Herbert (Politiker) (* 1963), britischer Politiker

#### O
- Ottilie von Herbert (1825–1847), österreichische Komponistin
- Otway Herbert (1901–1984), britischer Offizier

#### P
- Paul M. Herbert (1889–1983), US-amerikanischer Politiker
- Percy Herbert (1920–1992), britischer Schauspieler
- Percy Egerton Herbert (1822–1876), britischer Politiker
- Peter Herbert (Admiral) (1929–2019), britischer Admiral
- Peter Herbert (* 1960), österreichischer Kontrabassist und Komponist
- Peter Philipp von Herbert-Rathkeal (1735–1802), österreichischer Diplomat
- Petrus Herbert (um 1533–1571), deutscher evangelischer Theologe und Kirchenliederdichter
- Philemon T. Herbert (1825–1864), US-amerikanischer Politiker
- Pierre-Hugues Herbert (* 1991), französischer Tennisspieler

#### R
- Ricki Herbert (* 1961), neuseeländischer Fußballspieler und -trainer
- Robert Herbert (1831–1905), australischer Politiker

#### S
- Sidney Herbert, 1. Baron Herbert of Lea (1810–1861), britischer Politiker
- Sidney Herbert (Schauspieler) († 1927), britischer Schauspieler
- Sidney Herbert, 16. Earl of Pembroke (1906–1969), britischer Adliger
- Simon Herbert (* 2001), englischer Squashspieler
- Stacy Herbert (* 1968), US-amerikanische Fernsehmoderatorin und Filmproduzentin

#### T
- Thomas Herbert (Historiker) (1606–1682), britischer Reisender und Historiker
- Thomas Herbert, 8. Earl of Pembroke (um 1656–1733), britischer Politiker
- Thomas von Herbert (1738–1760), österreichischer Orientalist, Diplomat und Übersetzer
- Thomas J. Herbert (1894–1974), US-amerikanischer Politiker (Ohio)
- Timothy James Herbert (* 1941), australischer Chirurg
- Toni Herbert (1912–1990), deutscher Synchronsprecher und Schauspieler
- Tyrrell Herbert (* 1986), US-amerikanischer American-Football-Spieler und Arena-Football-Spieler

#### U
- Ulrich Herbert (* 1951), deutscher Historiker

#### V
- Valentin Herbert (1864–1933), deutscher Politiker (Zentrum)
- Victor Herbert (1859–1924), US-amerikanischer Komponist
- Vincent Herbert, US-amerikanischer Musikproduzent

#### W
- Wally Herbert (1934–2007), schottischer Polarforscher
- Werner Herbert (* 1963), österreichischer Politiker (FPÖ)
- Wilhelm Herbert, Pseudonym für Wilhelm Mayer (Jurist) (1863–1925), deutscher Jurist und Schriftsteller
- Willi Herbert (1938–2018), deutscher Fußballspieler
- William Herbert (Botaniker) (1778–1847), britischer Botaniker
- William Herbert (Sänger) (William Scott Herbert; 1920–1975), australischer Sänger (Tenor)
- William Herbert, 1. Earl of Pembroke (1423–1469) (Black William), englischer Adliger und Soldat
- William Herbert, 1. Earl of Pembroke (1501–1570), englischer Adliger und Höfling
- William Herbert, 2. Earl of Pembroke (1451–1491), englischer Adliger
- William Herbert, 3. Earl of Pembroke (1580–1630), englischer Adliger
- William Herbert, 6. Earl of Pembroke (1642–1674), englischer Adliger und Politiker
- William Herbert (Offizier der British Army) (um 1696–1757), Offizier der British Army und Politiker
- William Herbert, 18. Earl of Pembroke (* 1979), englischer Adliger
- Willy Herbert (1904–1969), deutscher Politiker (NSDAP)

#### X
- Xavier Herbert (1901–1984), australischer Schriftsteller

#### Z
- Zbigniew Herbert (1924–1998), polnischer Dichter

### Fiktive Figuren
- Herbert, Hauptfigur und Titel einer Cartoon-Folge von Gerhard Brinkmann
- Herbert und Schnipsi, Bühnenfiguren von Claudia Schlenger und Hanns Meilhamer
- Herbert Knebel, deutscher Kabarettist Uwe Lyko
- Herbie, ein VW-Käfer als „Hauptdarsteller“ einer Kinofilmreihe
- Herbert, Horst und Heinz, deutsches musikalisches Komikertrio
- Herbert, fiktive Figur von DieAussenseiter

### Pseudonyme
- M. Herbert, der deutschen Schriftstellerin Therese Keiter (1859–1925)
- Pseudonym von Matthew Herbert (* 1972), britischer DJ und Produzent
- Martin Herbert, Pseudonym von Alberto De Martino